# Miloslav Pokorný
Miloslav Pokorný (n. 5 octombrie 1926, Praga, Cehoslovacia – d. 8 noiembrie 1948, Canalul Mânecii) a fost un jucător de hochei pe gheață ce a reprezentat Cehoslovacia, medaliat olimpic. A participat la o ediție a Jocurilor Olimpice (1948) în care a câștigat o medalie de argint.